# Isala
Isala es un género de arañas cangrejo de la familia Thomisidae. Fue descrito por el entomólogo alemán Ludwig Carl Christian Koch.

## Especies
- Isala arenata (Machado, 2019)
- Isala cambridgei (Thorell, 1870)
- Isala longimana (Thorell, 1881)
- Isala palliolata (Simon, 1908)
- Isala punctata L. Koch, 1876
- Isala rufiventris (Bradley, 1871)
- Isala similis (Machado, 2019)
- Isala spiralis (Machado, 2019)